# Fiat
FIAT (акроним от Fabbrica Italiana Automobili Torino с итал. — «Итальянская автомобильная фабрика Турина») — итальянская компания — производитель автомобилей. Штаб-квартира расположена в Турине (регион Пьемонт).
Концерн Fiat Group был образован 1 февраля 2007 года из компании Fiat Auto S.p.A. С 1 января 2011 года Fiat Group разделился на две дочерние компании по двум секторам: Fiat SpA (легковой транспорт) и Fiat Industrial (промышленный транспорт).
В январе 2014 года, после консолидации 100 % акций американской Chrysler, совет директоров Fiat принял решение о создании новой единой автомобилестроительной компании Fiat Chrysler Automobiles со штаб-квартирой в Нидерландах. В 2021 году, после слияния с французской Groupe PSA, сформировалась корпорация Stellantis.

## История
Компания была основана 11 июля 1899 года в Турине группой инвесторов во главе с Джованни Аньелли. В начале XX века компания начала производство автомобилей и двигателей. Вскоре после посещения главой Fiat предприятий Генри Форда в Турине был установлен первый в Европе автосборочный конвейер. Fiat расширила линейку производства до грузовиков и автобусов, и в 1912 году начал массовое производство недорогих автомобилей.
В годы Первой мировой и первые послевоенные годы компания также занималась выпуском самолётов и танков. В 1919—1920-х годах заводы Fiat пережили ряд серьёзных забастовок, организованных коммунистами Антонио Грамши и Пальмиро Тольятти. Для реорганизации разросшегося концерна в 1921 году Аньелли пригласил Витторио Валетту (Vittorio Valletta). Вскоре концерн начал собственное производство стали, пластмассы и красок. В 1927 году Аньели создал холдинговую компанию IFI (Industrial Fiduciary Institute), к 1990-м годам ставшую одной из самых богатых и влиятельных холдинговых компаний Европы.
В 1920-40-е годы заводы Fiat имели обширную номенклатуру производств, начиная от тракторов, автомобилей, бронеавтомобилей, танков, двигателей и авиационных двигателей и заканчивая военной авиацией (истребители, бомбардировщики, транспортные самолёты) и прочим вооружением. Основное расположение автомобильных заводов было на севере Италии в городе Турин и его пригороде Линготто, авиационное подразделение Fiat Aviazione в Коллеферро, подразделение железнодорожной техники (в основном автомотрисы «Литторина») Fiat Ferriovaria в Турине.
Благодаря высоким пошлинам на импорт автомобилей в Италию, Fiat в межвоенные годы занимал 80 % авторынка страны (хотя выпускал всего две модели, базовую и улучшенную), остальные 20 % приходились на Lancia и Alfa Romeo. В 1936 году начался выпуск новой модели, Fiat Topolino, за счёт минимального размера и стоимости она приобрела большую популярность, вплоть до середины 1950-х годов на неё приходилось до 60 % продаж концерна. Во Вторую мировую войну концерн процветал благодаря военным заказам, но с 1943 года заводы Fiat, являвшиеся важными военно-стратегическими объектами, подвергались бомбардировкам англо-американской авиации. В 1945 году Аньелли умер.
Восстановлением концерна занялись Валетта, ставший президентом, и внук основателя Джованни Аньелли II, назначенный вице-президентом. Валетте удалось добиться кредитов от правительства США, благодаря которым производство было возобновлено раньше, чем у большинства западноевропейских конкурентов. К 1948 году на Fiat приходилось 6 % промышленного капитала Италии. Но падение уровня жизни в послевоенной Италии вынудило концерн расширить деятельность за рубеж, был открыт завод в Югославии и получен выгодный контракт от НАТО. Это, в свою очередь, привело к серии забастовок и бунтов в Турине, которые продолжались до середины 1950-х годов, когда было сформировано 3 профсоюза, крупнейший из которых тесно сотрудничал с руководством концерна. К концу 1950-х годов на концерн приходилось десятая часть промышленного производства Италии.
В конце 1950-х годов Италия вступила в ЕЭС, в то же время американские автопроизводители начали наращивать продажи в Европе. В результате всего за 3 года, с 1960 по 1963 год, доля Fiat на внутреннем рынке упала с 83 % до 63 %, при этом единственной зарубежной сделкой было соглашение о продажах с французской компанией Simca. Положение концерна удалось улучшить, запустив новую модель Fiat 850 и открыв заводы в ряде стран: Индия, Марокко, Египет, ЮАР, Испания, Аргентина, а также СССР, где модель Fiat 124 выпускалась как ВАЗ-2101. В 1966 году концерн возглавил Джованни Аньелли II, в 1968 году оборот Fiat приблизился к 2 млрд долларов, на короткое время концерн стал 4-м крупнейшим автопроизводителем в мире, у него было 30 заводов и 150 тыс. рабочих. В 1969 году были поглощены два других итальянских автопроизводителя, Lancia и Ferrari, а в 1979 году — Autobianchi.
Из-за высокой инфляции и забастовок выпуск автомобилей в 1972 году упал на 200 тыс., Fiat впервые в своей истории не получил прибыль и не выплатил дивиденды. В 1973 году убыток концерна составили 30 млн долларов, а в следующем году социалистическое правительство страны настояло на повышении зарплат рабочим и ограничении розничной цены на автомобили. Положение концерна ухудшило и отрицательное к нему общественное мнение после того, как Джованни и Умберто Аньелли отказались разгласить сумму активов их семейного холдинга IFI в швейцарских банках. В 1975 году было сокращено 15 % рабочих. Проблемы в Италии скрашивались внешнеэкономическими успехами: «Фиаты» хорошо продавались в Восточной Европе, Турции и Южной Америке (в 1976 году был открыт завод в Бразилии). Также в 1976 году Ливия (возглавляемая Каддафи) приобрела 10-процентную долю в Fiat за 415 млн долларов, что резко повысило рыночную капитализацию концерна. В 1974 году была создана дочерняя компания Iveco, в которую вошли предприятия по выпуску коммерческого транспорта (грузовиков и автобусов).
В конце 1970-х годов концерн провёл роботизацию своих предприятий в Италии, если в 1979 году на рабочего приходилось 14,8 автомобиля в год, то в 1983 году — 25; это позволило продолжить массовые сокращения рабочих. Также Fiat ушёл с рынка США, и были закрыты заводы в Уругвае, Чили, Колумбии и Аргентине. Зарубежные операции были объединены в холдинг Fiat Group. В 1986 году за 1,75 млрд долларов была куплена компания Alfa Romeo, а в 1993 году было завершено поглощение ещё одной компании, Maserati. В период с 1985 по 1990 год оборот концерна более чем удвоился, чистая прибыль превысила 7 % от выручки.
В начале 1990-х годов рост концерна резко замедлился в связи с кризисом в европейской автомобильной промышленности. В 1993 году на рынок была представлена модель Fiat Punto. В 1999 году подразделение сельскохозяйственной техники было расширено покупкой компаний New Holland и Case Corporation, на их основе была создана дочерняя компания CNH Global. В 2000 году был создан альянс с General Motors по совместным закупкам комплектующих и производству шасси. Также в 2000 году Fiat Ferroviaria (подразделение железнодорожного транспорта) было продано Alstom.
В 1980-х и особенно в 1990-х годах из-за проблем с надёжностью престиж марки Fiat сильно упал. В 1984 году Fiat был вынужден уйти с рынка США, в 1989 — с рынка Австралии. В конце 1990-х годов Fiat Auto (автомобильное подразделение концерна) стало убыточным. Рекордного значения убытки достигли в 2002 году — 4,2 млрд евро. В январе 2003 года умер бессменный президент компании Дж. Аньелли-младший. Однако в 2005 году Fiat впервые за долгое время смог закончить год с прибылью. В 2006 году доля Fiat на европейском рынке выросла до 7,6 %. В 2007 году чистая прибыль концерна Fiat выросла на 78 % — до 2,05 млрд евро. В 2007 году Fiat Veicoli Commerciali претерпел ребрендинг в Fiat Professional. В 2008 году, в связи с мировым экономическим кризисом, прибыль концерна сократилась, но доля Fiat на европейском рынке выросла до 8,3 %.
В 2009 году концерн вновь столкнулся с серьёзными финансовыми трудностями. Убытки концерна Fiat за I полугодие 2009 года составили 590 млн евро, тогда как за аналогичный период годом ранее компания получила чистую прибыль в размере 1,07 млрд евро. Чистый убыток концерна Fiat по итогам всего 2009 года составил 838 млн евро.
После банкротства концерна Chrysler в мае 2009 года, часть акций и управление концерном были переданы концерну Fiat. В начале 2014 года Fiat договорился о получении полного контроля над Chrysler. Стоимость сделки составит 3,65 миллиарда долларов.
В отличие от легковых автомобилей, у Fiat традиционно сильны позиции в области коммерческого автотранспорта. В апреле 2009 года торговая марка Fiat Professional установила исторический рекорд продаж, достигнув доли 14,9 % на рынке Западной Европы. Эта цифра вывела Fiat на первое место среди производителей коммерческих автомобилей.
В 2010 году была сформирована дочерняя структура Fiat Industrial, в которую вошло подразделение производства двигателей Fiat для грузовиков, автобусов и промышленных автомобилей, производитель двигателей и трансмиссий, а также производитель грузовиков и автобусов Iveco и контрольный пакет акций в производителе агротехники CNH Global. В сентябре 2013 года Fiat Industrial была выделена в самостоятельную CNH Industrial.
Международная награда Европейский автомобиль года, доставалась компании Fiat 9 раз, больше чем какой-либо другой компании. Список автомобилей Fiat, ставших европейским автомобилем года:
- 1967: Fiat 124
- 1970: Fiat 128
- 1972: Fiat 127
- 1984: Fiat Uno
- 1989: Fiat Tipo
- 1995: Fiat Punto
- 1996: Fiat Bravo/Brava
- 2004: Fiat Panda
- 2008: Fiat 500

### Мотоциклы и авиастроение
В 1959 году под контроль семьи Аньелли перешла компания Piaggio. В результате, в 1964 году, авиа и мото подразделения разделяются на независимые компании: авиакомпания была названа IAM Rinaldo Piaggio. На сегодняшний день авиакомпанией владеет семья Пьеро Феррари (итал. Piero Ferrari), который также до сих пор удерживает 10 % автопроизводителя Ferrari.
Vespa процветала до 1992 года, когда Джованни Альберто Аньелли (итал. Giovanni Alberto Agnelli) стал CEO — но к тому моменту Аньелли уже был болен раком и умер в 1997 году. В 1999 году Морган Гренфелл приобрёл Piaggio.

#### Fiat Авиа
Сам Fiat был крупным производителем самолётов, специализирующийся в основном на производстве военных самолётов. После первой мировой войны Fiat объединил несколько небольших итальянских авиапроизводителей (Pomilio, Ansaldo и др.). Наиболее известные Fiat-овские бипланы-истребители 1930-х годов — это Fiat CR.32 и Fiat CR.42. Другие примечательные разработки — истребители CR.20, G.50, G.55 и бомбардировщик Fiat BR.20. В 1950-х годах компания разработала лёгкий истребитель-бомбардировщик Aeritalia G.91. Впоследствии Fiat Aviazione объединился с Aerfer в новую компанию Aeritalia.

### Железнодорожный транспорт
История Fiat Ferroviaria началась до Второй мировой войны, когда Fiat выпускал дизельные и электрические локомотивы и железнодорожные вагоны (Littorine).
В 60-70-е годы Fiat разработал и производил поезда Пендолино, по технологии tilting.
Fiat Ferroviaria был продан Alstom в 2000 году.

## Собственники и руководство
Крупнейшие акционеры компании — семья Аньелли (30,5 % через компанию IFIL), Capital Research & Management (5,2 %).
Президент компании — Джон Элканн, CEO — Майкл Мэнли.
- 29 января 2014 года корпорация объявила о смене названия на Fiat Chrysler Automobiles в связи с завершением покупки американской Chrysler. Штаб-квартира объединённой компании будет располагаться в Нидерландах[14].

## Деятельность
Сборочное производство автомобилей Fiat расположено по всему миру. Крупнейший завод из расположенных за пределами Италии находится в Бразилии. Также его производственные площадки находятся в Аргентине и Польше. Fiat в течение долгого времени лицензирует свои продукты во всём мире независимо от политических или культурных убеждений. Совместные предприятия расположены во Франции, Белоруссии, Турции, Египте, ЮАР, Индии и Китае.
Деятельность группы изначально была сфокусирована на производстве коммерческих автомобилей, производственной и сельскохозяйственной техники. За время своего существования компания распространила свою деятельность на целый ряд других областей в производстве и финансовых услугах. Это самый большой итальянский и значимый для всего мира концерн, в его деятельности принимают участие 1063 компании с суммарным количеством занятых человек 223 000, 111 000 из которых заняты в 61 стране за пределами Италии.
С 1 января 2011 года Fiat Group разделился на две дочерние компании по двум секторам: Fiat SpA (легковой транспорт) и Fiat Industrial (промышленный транспорт).

### Легковой транспорт Fiat SpA
Fiat SpA. — самый большой производитель легковых автомобилей в Италии, объединяющий ряд итальянских автопредприятий, таких, как Fiat Automobiles, Maserati, Abarth, Alfa Romeo, Lancia, выпускающих автомобили под собственными брендами. Многолетний кризис вынудил компанию продать авиастроительное, издательское и ряд других подразделений.
Подразделения Fiat работают в 190 странах, в 2005 произвело более 1,697 млн автомобилей (на 4 % меньше, чем в 2004). В 2005 году выручка концерна Fiat упала на 17 % до $55,1 млрд, прибыль составила $148 млн. По выпуску легковых автомобилей Фиат сегодня занимает около 7 % рынка ЕС.

### Показатели деятельности
Выручка концерна Fiat в 2009 году составила 50,1 млрд евро, чистая прибыль — 838 млн евро. Продажи за 2009 год составили 2,15 млн легковых и лёгких коммерческих автомобилей, 103 866 грузовых и коммерческих автомобилей.

### Fiat в России
В 1916 году предпринимателями Рябушинскими был заключён договор с царским правительством на строительство автомобильного завода в Москве и производство грузовиков для нужд армии. В качестве базовой модели автомобиля был выбран FIAT 15 Ter разработки 1912 года, а завод получил название «Автомобильное московское общество (АМО)». Всего на предприятии было собрано 1319 грузовиков FIAT 15 Ter. После длительного перерыва, вызванного гражданской войной и разрухой, на базе FIAT 15 Ter был разработан и запущен в производство первый советский грузовик АМО-Ф-15.
В 1966 году концерн принял участие в строительстве и создании Волжского автомобильного завода АвтоВАЗ в городе Тольятти. Прототипом первой модели советского автогиганта — ВАЗ-2101 — стала популярная «легковушка» Fiat 124, доработанная применительно к советским реалиям (всего в конструкцию автомобиля было внесено около 800 изменений).
В России сборкой автомобилей Fiat занимается компания «Соллерс». На её заводе в Набережных Челнах одно время собирались автомобили Fiat Albea и Fiat Doblo, на заводе «Соллерс-Елабуга» — автомобили Fiat Ducato.
11 февраля 2010 года было подписано соглашение о создании на базе завода Соллерс-Набережные Челны совместного предприятия по разработке и производству автомобилей между «Соллерсом» и Fiat. Планировалось, что в случае максимальной загрузки предприятие будет выпускать до 500 тысяч автомобилей различных классов в год. Ожидалось, что на реализацию данного проекта Правительство России может предоставить кредит в размере 2,1 млрд евро. Год спустя стороны отказались от данного проекта.
Продажи Fiat в России в 2009 году составили 18 100 легковых и лёгких коммерческих автомобилей.
22 марта 2010 года дочерняя компания CNH Global и российский «КАМАЗ» подписали соглашение о создании совместного предприятия CNH-KAMAZ Industrial BV для производства тракторов, комбайнов и экскаваторов под брендом CNH.
В 2007 году дочерняя компания Iveco и российская группа «Самотлор-НН» учредили в Нижнем Новгороде компанию «Савеко» (совместное предприятие), которая должна была собирать автобусы и коммерческий транспорт. Объём производства нового СП должен был составлять 25 тысяч лёгких коммерческих автомобилей Iveco Daily. Куратором проекта в России от компании Iveco выступал Гвидо Сагоне (Guido Sagone). В октябре 2009 года российская компания «Самотлор-НН» подала иск о признании «Савеко» банкротом и строительство завода было заморожено. Попытки компании Iveco в 2011 реанимировать проект в поисках нового российского партнёра не привели к успеху.
В 2011 году Fiat SpA договорилась с российским Сбербанком о создании совместного предприятия в Ленинградской области. Ранее, в феврале 2011 года, Fiat рассматривала контрактную сборку на ТагАЗе.
C 2012 года интересы компании Fiat в России представляет ЗАО «Крайслер РУС». Его главой является Джон Стэк.

## Критика
Бытует мнение, что автомобили компании Fiat, несмотря на их неординарный и современный дизайн, известны своим относительно низким качеством. В связи с этим название Fiat даже стало поводом для ряда шуток: англоговорящие расшифровывают Fiat как Fix It Again, Tony («почини её снова, Тони»), жители Германии — как Fehler In Allen Teilen («дефекты в каждом узле») и так далее.
В 2014 и 2015 годах марка заняла худшее место в рейтинге J.D. Power Initial Quality Study, основанном на количестве дефектов, обнаруженных в новых автомобилях.
В июне 2015 года компания Fiat Chrysler сообщила об отзыве автомобилей Jeep Grand Cherokee и Dodge Durango 2015 года. Причиной отзыва автомобилей является нарушение технологии сборки. Всего проблема может затрагивать до 7700 автомобилей.

## Логотип
- 1899
- 1901
- 1904
- 1921
- 1925
- 1931—1959
- 1959—1968
- 1968—1999
на передней части автомобиля
- 1983—1999
на передней части автомобиля
- 1999–2007
- 2020–2023
- 2023–сейчас